# Campus San Francisco
El campus San Francisco es un campus universitario de la ciudad de Temuco, Chile, perteneciente a la Universidad Católica de Temuco (UCT). Se ubica en calle Manuel Montt 56. En él, se encuentran las facultades de Ciencias Sociales, Ciencias Jurídicas y Técnica, el Instituto de Estudios Teológicos, la Escuela de Ciencias de La Salud y la biblioteca central, entre otros organismos de la universidad. Posee 2,14 hectáreas y 19.788 metros cuadrados construidos.
Los campus Menchaca Lira y San Francisco, ambos de la UCT, fueron los primeros campus universitarios latinoamericanos en ser modelados en tres dimensiones para ser añadidos a Google Earth.